# Microrégion de Rondonópolis

Localisation de la microrégion de Rondonópolis

La microrégion de Rondonópolis est l'une des quatre microrégions qui subdivisent le sud-est de l'État du Mato Grosso au Brésil.
Elle comporte 8 municipalités qui regroupaient 250 598 habitants en 2006 pour une superficie totale de 23 854 km2.

## Municipalités[1]
- Dom Aquino
- Itiquira
- Jaciara
- Juscimeira
- Pedra Preta
- Rondonópolis
- São José do Povo
- São Pedro da Cipa